# Butch Henry
Pour les articles homonymes, voir Butch.
Floyd Bluford « Butch » Henry III (né le 7 octobre 1968 à El Paso, Texas, États-Unis) est un lanceur gaucher au baseball qui a joué dans les Ligues majeures de 1992 à 1999.

## Carrière
Butch Henry est drafté par les Reds de Cincinnati en 1987. En 1990, alors qu'il joue dans les ligues mineures, il passe à l'organisation des Astros de Houston en retour du joueur de deuxième but Bill Doran.

### Astros de Houston
Henry fait ses débuts dans les majeures le 9 avril 1992 pour les Astros. Il fait partie de la rotation de lanceurs partants de l'équipe et amorce 28 rencontres, remportant 6 victoires contre 9 défaites à son année recrue. Le 8 mai 1992 à Pittsburgh, Henry frappe son premier (et seul) coup de circuit dans les majeures alors qu'il réussit un circuit à l'intérieur du terrain bon pour trois points aux dépens du lanceur Doug Drabek et de la défensive des Pirates. En date de 2015, Henry est toujours le seul joueur de l'histoire à réussir un circuit à l'intérieur du terrain comme premier coup sûr dans les majeures.

### Rockies du Colorado
En novembre 1992, il est laissé sans protection par les Astros au repêchage d'expansion et devient le 36e choix de la séance, appartenant aux Rockies du Colorado. Il fait partie de la formation inaugurale de cette équipe à leur première année d'existence dans la Ligue nationale en 1993, mais connaît un mauvais départ avec seulement 2 victoires en 10 décisions. 

### Expos de Montréal
Le 16 juillet 1993, les Rockies le transfèrent aux Expos de Montréal en retour du lanceur Kent Bottenfield.
Henry connaît sa meilleure saison en 1994 à Montréal avec 8 victoires et 3 défaites et une excellente moyenne de points mérités de 2,43 en 24 parties, dont 15 départs. Il présente un dossier perdant de 7-9 en 1995 et est cédé au ballotage.

### Boston et Seattle
Réclamé par les Red Sox de Boston, il effectue un retour en 1997 après une année hors des majeures. Utilisé surtout en relève, il remporte 7 de ses 10 décisions et enregistre 6 sauvetages. Il commence deux parties pour Boston en 1998 et termine sa carrière en 1999 chez les Mariners de Seattle.
Butch Henry a lancé 621 manches en 148 parties dans les Ligues majeures, dont 91 en tant que lanceur partant. Sa fiche est de 33 victoires et 33 défaites avec 7 sauvetages en relève, 345 retraits sur des prises et une moyenne de points mérités de 3,83.